# Даггетт (округ)
Округ Даггетт (англ. Daggett County) располагается в штате Юта, США. Официально образован в 1918 году. По состоянию на 2010 год, численность населения составляла 1059 человек.

## География
По данным Бюро переписи США, общая площадь округа равняется 1867,392 км2, из которых 1805,232 км2 суша и 62,160 км2 или 3,300 % это водоёмы.

## Население
По данным переписи населения 2010 года в округе проживает 1 059 жителей в составе 426 домашних хозяйств и 287 семей. Плотность населения составляет 0,59 человек на км2. На территории округа насчитывается 1 141 жилых строений, при плотности застройки около 0,63-ти строений на км2. Расовый состав населения: белые — 95,94 %, афроамериканцы — 0,38 %, коренные американцы (индейцы) — 0,76 %, азиаты — 0,38 %, гавайцы — 0,09 %, представители других рас — 1,42 %, представители двух или более рас — 1,04 %. Испаноязычные составляли 3,12 % населения независимо от расы.
В составе 25,12 % из общего числа домашних хозяйств проживают дети в возрасте до 18 лет, 67,37 % домашних хозяйств представляют собой супружеские пары проживающие вместе, 4,93 % домашних хозяйств представляют собой одиноких женщин без супруга, 32,63 % домашних хозяйств не имеют отношения к семьям, 29,11 % домашних хозяйств состоят из одного человека, 13,62 % домашних хозяйств состоят из престарелых (65 лет и старше), проживающих в одиночестве. Средний размер домашнего хозяйства составляет 2,34 человека, и средний размер семьи 2,91 человека.
Возрастной состав округа: 23,61 % моложе 18 лет, 3,78 % от 18 до 24, 24,93 % от 25 до 44, 28,71 % от 45 до 64 и 28,71 % от 65 и старше. Средний возраст жителя округа 42.8 лет. На каждые 100 женщин приходится 129,22 мужчин. На каждые 100 женщин старше 18 лет приходится 135,17 мужчин.